# Viaduto Presidente Tancredo Neves
O Viaduto Presidente Tancredo Neves é um viaduto de 900 m de extensão, localizado em Osasco. Também chamado de Viaduto da Integração (por unir as zonas norte e sul de Osasco), cruza o Rio Tietê, sendo a maior ponte de Osasco.